# Gnatostomúlids
Els gnatostomúlids (Gnathostomulida) són un petit fílum d'animals quasi microscòpics. La majoria fa entre 0,5 i 1 mm de llarg. Com els platelmints tenen una epidermis ciliada, però que esdevé única per tenir un cili per cèl·lula. No tenen cavitat corporal, sistema respiratori o circulatori. Cada gnatostomúlid és un hermafrodita simultani, posseint un ovari i testicles. Estan caracteritzats per una mandíbula musculada especialitzada, que fan servir per gratar petits organismes dels grans de sorra. La seva faringe bilateralment simètrica amb les parts complexes de la seva boca cuticular fa que semblin estar molt emparentats amb els rotífers i els seus parents, fent que es classifiquin conjuntament amb els gnatífers.
Hi ha aproximadament unes 100 espècies descrites i es dona per fet que en queden moltes per descriure. Les espècies conegudes són descrites en dos ordres. Els filospermoids són molt llargs i estan caracteritzats per un rostrum allargat. Els bursovaginoids tenen òrgans parells i estan caracteritzats per la presència d'un penis i un òrgan d'emmagatzematge de l'esperma anomenat bursa.
No tenen registre fòssil.

## Filogènia
El següent cladograma, mostra les afinitats dels gnatostomúlids:
|  | Micrognathozoa                                              |
|  |                                                             |
|  | \| \| Acanthocephala \| \| \| \| \| \| Rotifera \| \| \| \| |
|  |                                                             |
|  | Acanthocephala                                              |
|  |                                                             |
|  | Rotifera                                                    |
|  |                                                             |

|  | Acanthocephala |
|  |                |
|  | Rotifera       |
|  |                |

|  | Micrognathozoa                                              |
|  |                                                             |
|  | \| \| Acanthocephala \| \| \| \| \| \| Rotifera \| \| \| \| |
|  |                                                             |
|  | Acanthocephala                                              |
|  |                                                             |
|  | Rotifera                                                    |
|  |                                                             |

|  | Acanthocephala |
|  |                |
|  | Rotifera       |
|  |                |